# Льодовикова річка Воррен
Льодовикова річка Воррен — доісторична річка, що дренувала озеро Агассіс в центрі Північної Америки у 9 700 — 7 400 до Р. Х.. Величезний стік з цього озера створив потужну долину, яку нині займає набагато менша долина річки Міннесота і Верхнє Міссісіпі. Частина верхнього сточища річки було оголошено національною пам'яткою природи у 1966 році.

## Геологічна історія

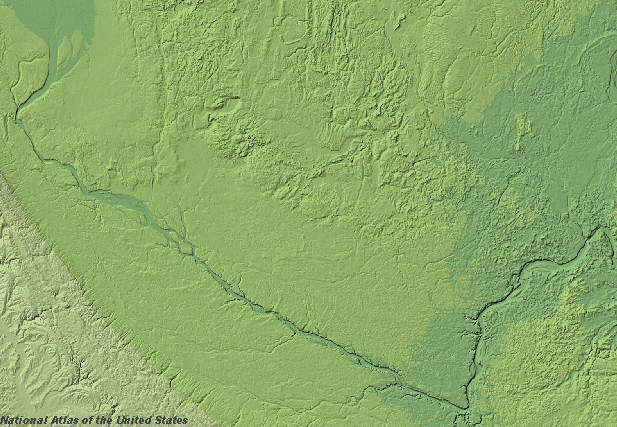
Долина річки Воррен показана затіненою у рельєфному зображенні. У верхньому лівому краї (північний захід), є ліжко озера Агассіс і його скид утворив П-подібну Морену Великий Камінь який через Траверс Гап був джерелом річки Воррен.

Озеро Агассіс було утворено з талої води Лаврентійського льодовикового щита під час Вісконсинського зледеніння останнього льодовикового періоду. Агассіс було величезною водоймою, до 180—210 м завглибшки, і під час найбільшої трансгресії займало терен понад 440 000 км² Через заблокування льодовиковим щитом з півночі, вода озера перетнула рівень приблизно у 7 700 до Р. Х., Морени Великого Каменю, пасмо льодовикових наносів залишені відступаючим льодовиком, біля сьогоденного Браунс-Валлі. Стік озера був іноді катастрофічним утворивши ущелину через морену 1,6 км завширшки і 40 м завглибшки, що наразі відомо як Траверс Гап Каналом, прямуючим моренною, між озером Траверс і озеро Біг Стоун, на ХХІ сторіччя проходить вододіл між басейнами Мексиканської і Гудзонової затоки.
З Траверс Гап розпочиналась Льодовикова річка Воррен. З моменту свого створення до остаточного припинення стоку з півдня озера Агассі, цей потік дренував у долину Міссісіпі. Дренування через цю долину було, проте, не безперервне, озеро Агассіс мало періодично інші точки дренування. По відступу Лаврентійського льодовикового щита відбулися кліматичні зміни, що призвело до ізостатичних змін рівня землі, якими прямували водотоки. Ці зміни, у свою чергу звільнили або заблокували інші шляхи дренування озера

## Перебіг
Нижче за течією від Траверс Гап потік створив долину 8,0 км завширшки та 76 м завглибшки Долина, починається від Траверс Гап біля містечка Браунс-Валлі, штат Міннесота, далі прямує на південний схід до Манкейто, потім повертає на північний схід до Міннеаполіс. Річка Воррен впадала у порівняно невелике Міссісіпі біля Форт Снеллінг, від якого долина прямує на північний схід до сучасного Сент-Пол, де колись існував Водоспад річки Воррен, понад 1700 років цей водоспад відступав вгору за течією і скидав воду — руйнуючи підмурівок, на місці Форт Снеллінг водоспад зазнав біфуркації. Водоспад на Міссісіпі мігрував вгору за течією, утворюючи водоспад Святого Антонія і Міннегага в Міннеаполісі. Водоспад річки Воррен відступив на захід на 3,2 км від злиття, де водоспад припинив своє існування, через припинення водоскиду.
Від Сент-Пол велика долина прямує на південний схід до містечка Прескотт, штат Вісконсин, де вона з'єднується з Санкт-Кроїкс-рівер, що колись дренувало льодовикове озеро Дулут, що займало західну частину озера Верхнє. Від її впадання в Санта-Крус долина прямує на південний схід уздовж кордону Міннесота-Вісконсин. Річка Воррена створила розлогу долину річок Міннесота і Міссісіпі і сприяла утворенню озера Пепін.

## Зникнення
Приблизно 7400 до Р.Х, льодовиковий щит нарешті відступив досить далеко на північ, що дозволило озеру Агассіс знайти інший стік і рівень озера впав нижче за Траверс Гап, через що припинився стік долиною річки Воррен